# Mary Hopkin
Mary Hopkin (ibland krediterad som Mary Visconti då hon var gift med Tony Visconti), född 3 maj 1950 i Pontardawe i södra Wales, är en walesisk folksångare. Hopkin är mest känd för sången som blev hennes genombrott, "Those Were the Days", som toppade den brittiska singellistan 1968. Hon var en av de första musikerna som knöts till Beatles skivbolag Apple.

## Biografi

### Genombrott
Mary Hopkins musikaliska förebilder under uppväxten var Joan Baez och Judy Collins. I tonåren blev hon vokalist i bandet The Selby Set and Mary som uppträdde på lokala klubbar i Wales. Hopkins agent anmälde henne till ITV:s talangtävling Opportunity Knocks, en föregångare till dagens Pop Idol. Hopkin vann med sången "Turn! Turn! Turn!". Fotomodellen Twiggy var en av tittarna och nämnde Hopkin för Paul McCartney. Mary Hopkin fick göra en audition för McCartney som direkt skrev kontrakt med henne. Hon fick sitt genombrott med debutsingeln "Those Were the Days" som nådde plats ett på den brittiska singellistan och plats två i USA på hösten 1968.

### Fortsatt karriär som popsångare
1969 följde en LP, Postcard, och en ny världshit, "Goodbye", båda producerade av Paul McCartney. Hopkin gav sig ut på turnéer till USA, Kanada, Sydamerika, Japan, Australien, Nya Zeeland samt Israel. Den sista singeln som McCartney producerade med Hopkin var "Que sera, sera".
Micky Most var den som tog över producentskapet och gjorde hittarna "Temma Harbour" (skriven av Philamore Lincoln) och "Think about Your Children" med Hopkin, samt "Knock Knock Who's There?" som hon representerade Storbritannien med i Eurovision Song Contest 1970.
Efter tre år i popbranschen tröttnade Hopkin på att uppträda i kabaréer och påkostade palladiumshower och beslöt sig för att återgå till sina musikaliska rötter, nämligen folksång.
Tony Visconti producerade Hopkins nästa singel som blev "Let My Name Be Sorrow" men den nådde bara till plats 46 på Topp 50-listan i England och blev hennes sista "kommersiella" singel.

### Karriär på egen hand
På hösten 1971 kom Earth Song/Ocean Song ut, med efterföljande singeln "Water, Paper and Clay" som också den floppade. Efter det drog sig Hopkin tillbaka för att hon väntade barn och ville ägna tid åt sin familj. Hon fick en son, Morgan, född 1972, och en dotter, Jessica, född 1976, samma år som hon gav ut singeln "If You Love Me" som blev en mindre hit i England. Mary Hopkin hade gift sig med Tony Visconti 1971 och medverkade som bakgrundssångerska i många av hans produktioner. Makarna skilde sig 1981.
1982 samarbetade Mary Hopkin med den grekiske musikern Vangelis och spelade in låten "Rachel's Song" till filmen Blade Runner. Sången ingår inte i filmen, men återfinns på filmens soundtrack som kom ut 1994.
Samma år påbörjade Hopkin ett samarbete med Mike Hurst i gruppen Sundance som fick en hit i Sydafrika med låten "What's Love?".
1984 bildades gruppen Oasis (inget samband med det senare bandet Oasis) med Mary Hopkin som vokalist och de gav ut ett album med samma namn som nådde 23:e plats på englandslistan.
George Martin gjorde en ny version av Dylan Thomas Under Milk Wood 1988 med många stora walesiska artister som exempelvis Tom Jones, Bonnie Tyler och Anthony Hopkins och där medverkar också Hopkin.
Samma år medverkade Mary Hopkin i fransmannen Marc Cerrones rockopera The Collector framförd på The Trocadero i Paris och utgiven på CD.
1989 gav hon ut en ny LP, Spirit.
1999 gjorde Mary Hopkin en konsertturné med sina gamla vänner från Apple: Gallagher & Lyle, vilka hade skrivit flera B-sidor till hennes hittar, bland andra "Fields of St. Etienne" och "Sparrow". Samma år turnerade Mary Hopkin med The Chieftains och uppträdde bland annat på Royal Albert Hall i London.
2005 startade Hopkin sitt eget bolag, Mary Hopkin Music, som har givit ut Live at the Royal Festival Hall 1972 (2005), som var Hopkins "avskedskonsert", julsingeln "Snowed Under", samt albumen Valentine (2007), Recollections (2008/9), Now and Then (2009) med låtar inspelade under åren 1972-80, You Look Familiar (2010), Spirit (2011) och Painting by Numbers (2013).
För att högtidlighålla 50-årsjubileet av utgivningen av "Those Were the Days" i augusti 1968, spelade Mary Hopkin in en ny akustisk version som släpptes som en EP den 30 augusti 2018. Där finns också liveversionen från hennes "avskedskonsert" vid Royal Festival Hall 1972 med, plus de versioner av "Those Were the Days" och "Goodbye" som gavs ut 1977 och som är producerade av Mary Hopkins dåvarande make, skivproducenten Tony Visconti. På den nya versionen av "Those Were the Days" medverkar också Marys dotter Jessica Lee Morgan som är sångare och låtskrivare precis som sin mor. Den nya versionen av "Those Were the Days" kan också laddas ner från iTunes.